# Mnesilochus palawanicus
Mnesilochus palawanicus är en insektsart som först beskrevs av Carl 1913.  Mnesilochus palawanicus ingår i släktet Mnesilochus och familjen Phasmatidae. Inga underarter finns listade i Catalogue of Life.